# Prosopocera orientalis
Prosopocera orientalis là một loài bọ cánh cứng trong họ Cerambycidae.